# Acolasis labuligera
Coenipeta labuligera là một loài bướm đêm trong họ Erebidae.